# 安芬瑙脂鯉
安芬瑙脂鯉，為輻鰭魚綱脂鯉目脂鯉亞目脂鯉科的其中一個種，為熱帶淡水魚，分布於南美洲圭亞那沿岸淡水流域，體長可達12公分，棲息水流快速的水域，屬雜食性，以植物和小型無脊椎動物為食，生活習性不明，可做為觀賞魚。

## 扩展阅读
- 維基物種上的相關：安芬瑙脂鯉